# Gerardo Vargas Rojas
Gerardo Vargas Rojas (Puntarenas, 23 de diciembre de 1978) es un abogado, empresario y político costarricense. Vargas ha sido presidente del Instituto de Desarrollo Agrario, presidente del Partido Unidad Social Cristiana, diputado de la Asamblea Legislativa por la provincia de Puntarenas y jefe de fracción de la bancada socialcristiana. Vargas fue presidente del Comité Ejecutivo Nacional de su partido mediante la tendencia Renacer Socialcristiano, que se enfrentaba al histórico calderonismo y presidió el partido durante la campaña de 2014 en que fue candidato el médico Rodolfo Hernández Gómez, quien luego renunciaría a su candidatura, la cual fue tomada por el candidato a vicepresidente Rodolfo Piza Rocafort. Vargas sería primer lugar de lista por Puntarenas resultando electo y sería sustituido en la presidencia del Partido por el empresario liberiano Pedro Muñoz Fonseca.
Vargas es Licenciado en Derecho de la Universidad Internacional de las Américas. Fue asesor legal de la Editorial Costa Rica, asesor parlamentario, Asesor Legal en el Instituto Nacional de Vivienda y Urbanismo, Juez Secretario y Juez Presidente del Tribunal Ambiental Administrativo.